# こどものための小交響曲
こどものための小交響曲（こどものためのしょうこうきょうきょく）は、諸井三郎により作曲された交響曲。

## 概要
1943年10月6日から10月21日までという短期間に仕上げられ、同年10月26日、作曲者指揮、東京放送管弦楽団により、NHKのラジオ番組の中で初演された。

## 編成
フルート2、オーボエ2、クラリネット2、ファゴット2、ホルン2、トランペット2、トロンボーン1、チューバ1、ティンパニ、弦五部

## 作品の内容

### 第1楽章 Allegro grazioso
変ロ調、4分の3拍子　ソナタ形式
弦楽器が歯切れ良く音階を下降する音形を繰り返すのを伴奏に、クラリネットがリディア旋法風の響きを持つ忙しく動く第1主題を提示する。この主題がヴァイオリンに受け継がれ、しばらくするとチェロに変ホ短調で物静かな第2主題が現れる。提示部は反復され、展開部は第1主題を主に取り扱い、力強い再現部を経て、コーダに入り、変ロ音を強奏してこの楽章を閉じる。

### 第2楽章 Andantino quasi Allegretto
ABAの3部形式によるメヌエット　A部分はト短調、8分の6拍子。B部分はト長調、4分の2拍子。
Aは弱音器つきの弦楽のさざ波の上で、オーボエが寂しさをたたえた主題を奏でる。Bはスラヴ風の活発な舞曲。

### 第3楽章 Lento affabile
ロ短調→変ロ長調、4分の4拍子　ABAの3部形式にコーダが付く。
冒頭、オーボエがヴィオラの対旋律を伴ってこの楽章の中心となる主題を奏する。その主題は弦楽に受け継がれ、フォーレやラヴェルのように教会旋法風に崩れてゆき、小結尾となる。B 部分はヴァイオリンがゆったり流れるようなフォーレ風の旋律を奏し、フルートが日本民謡風の旋律を出すと、クラリネットとわらべ歌風の掛け合いを演じる。やがてAの旋律が帰ってくるが、日本の5音音階の響きで処理され、B部分の要素も加わって展開部のような様相を見せる。突如金管が第1楽章冒頭の下降音形を拡大して奏し、これにA部分の旋律がこれに応えながら厚みを増してゆき、フォルティッシモで変ロ長調主和音を奏して終結する。